# Anthony Duclair
Anthony Duclair (né le 26 août 1995 à Montréal, dans la province de Québec au Canada) est un joueur professionnel canadien de hockey sur glace. Il évolue au poste d'attaquant.

## Carrière
Duclair passe trois saisons avec les Remparts de Québec de la Ligue de hockey junior majeur du Québec (LHJMQ) entre 2011 et 2013. Duclair est choisi par les Rangers de New York au troisième tour, 80e au total du repêchage de 2013 de la Ligue nationale de hockey. Il marque 50 buts en 59 matchs lors de la saison 2013-2014. Il est récompensé pour son jeu en étant nommé dans l'équipe étoile de la LHJMQ.
Le 2 janvier 2014, il signe un contrat de trois ans avec les Rangers de New York mais joue la majorité de la saison dans la LHJMQ. Lors des camps d'entraînement des Rangers de la préparation de la saison 2014-2015, Duclair impressionne les Rangers avec ses performances, menant l'équipe avec 5 points en 5 matchs. Le 27 octobre 2014, Duclair inscrit son premier but dans la LNH contre Darcy Kuemper du Wild du Minnesota. Il remporte la médaille d'or au championnat junior de 2015.
Le 1er mars 2015, il est échangé aux Coyotes de l'Arizona avec John Moore et deux choix au repêchage, contre Keith Yandle et Chris Summers mais termine tout de même sa saison dans la LHJMQ. À la fin de celle-ci, les Remparts jouent la Coupe Memorial 2015 mais sont éliminés en demi-finale . Le 14 octobre 2015, il marque son premier tour du chapeau dans la LNH avec les Coyotes de l'Arizona contre les Ducks d'Anaheim.
Le 10 janvier 2018, il est échangé par les Coyotes de l'Arizona aux Blackhawks de Chicago avec Adam Clendening en retour de Richard Pánik et Laurent Dauphin.
Le 23 février 2019, il est échangé aux Sénateurs d'Ottawa avec deux choix de 2e tour en 2020 et 2021 en retour de Ryan Dzingel et d'un choix de 7e ronde en 2019.
Le 1er juillet 2023, il est échangé par les Panthers de la Floride aux Sharks de San José en retour de Steven Lorentz et d'un choix de 5e ronde en 2025.

## Statistiques
| Saison    | Équipe                   | Ligue  |     | Saison régulière | Saison régulière | Saison régulière | Saison régulière | Saison régulière |   | Séries éliminatoires | Séries éliminatoires | Séries éliminatoires | Séries éliminatoires | Séries éliminatoires |
| Saison    | Équipe                   | Ligue  | PJ  | B                | A                | Pts              | Pun              | PJ               | B | A                    | Pts                  | Pun                  |                      |                      |
| 2011-2012 | Remparts de Québec       | LHJMQ  | 63  | 31               | 35               | 66               | 50               | 11               | 3 | 5                    | 8                    | 8                    |                      |                      |
| 2012-2013 | Remparts de Québec       | LHJMQ  | 55  | 20               | 30               | 50               | 22               | 11               | 3 | 5                    | 8                    | 12                   |                      |                      |
| 2013-2014 | Remparts de Québec       | LHJMQ  | 59  | 50               | 49               | 99               | 56               | -                | - | -                    | -                    | -                    |                      |                      |
| 2014-2015 | Rangers de New York      | LNH    | 18  | 1                | 6                | 7                | 4                | -                | - | -                    | -                    | -                    |                      |                      |
| 2014-2015 | Remparts de Québec       | LHJMQ  | 26  | 15               | 19               | 34               | 24               | 22               | 8 | 18                   | 16                   | 18                   |                      |                      |
| 2015-2016 | Coyotes de l'Arizona     | LNH    | 81  | 20               | 24               | 44               | 49               | -                | - | -                    | -                    | -                    |                      |                      |
| 2016-2017 | Coyotes de l'Arizona     | LNH    | 58  | 5                | 10               | 15               | 14               | -                | - | -                    | -                    | -                    |                      |                      |
| 2016-2017 | Roadrunners de Tucson    | LAH    | 16  | 1                | 7                | 8                | 4                | -                | - | -                    | -                    | -                    |                      |                      |
| 2017-2018 | Coyotes de l'Arizona     | LNH    | 33  | 9                | 6                | 15               | 10               |                  |   |                      |                      |                      |                      |                      |
| 2017-2018 | Blackhawks de Chicago    | LNH    | 23  | 2                | 6                | 8                | 6                | -                | - | -                    | -                    | -                    |                      |                      |
| 2018-2019 | Blue Jackets de Columbus | LNH    | 53  | 11               | 8                | 19               | 12               | -                | - | -                    | -                    | -                    |                      |                      |
| 2018-2019 | Sénateurs d'Ottawa       | LNH    | 21  | 8                | 6                | 14               | 2                | -                | - | -                    | -                    | -                    |                      |                      |
| 2019-2020 | Sénateurs d'Ottawa       | LNH    | 66  | 23               | 17               | 40               | 18               | -                | - | -                    | -                    | -                    |                      |                      |
| 2020-2021 | Panthers de la Floride   | LNH    | 43  | 10               | 22               | 32               | 18               | 6                | 0 | 0                    | 0                    | 6                    |                      |                      |
| 2021-2022 | Panthers de la Floride   | LNH    | 74  | 31               | 27               | 58               | 30               | 8                | 1 | 2                    | 3                    | 4                    |                      |                      |
| 2022-2023 | Panthers de la Floride   | LNH    | 20  | 2                | 7                | 9                | 2                | 20               | 4 | 7                    | 11                   | 16                   |                      |                      |
| 2023-2024 | Sharks de San José       | LNH    | 56  | 16               | 11               | 27               | 28               | -                | - | -                    | -                    | -                    |                      |                      |
| 2023-2024 | Lightning de Tampa Bay   | LNH    | 17  | 8                | 7                | 15               | 6                | 5                | 0 | 2                    | 2                    | 0                    |                      |                      |
| Totaux    | Totaux                   | Totaux | 563 | 146              | 157              | 303              | 199              | 39               | 5 | 11                   | 16                   | 26                   |                      |                      |

| Année | Équipe             | Compétition    |   | PJ | B | A | Pts | Pun            |  | Résultat |
| 2015  | Canada -20 ans     | CM -20 ans     | 7 | 4  | 4 | 8 | 16  | Médaille d'or  |  |          |
| 2015  | Remparts de Québec | Coupe Memorial | 5 | 2  | 2 | 4 | 6   | Demi-finaliste |  |          |

## Trophées et honneurs personnels

### Ligue de hockey junior majeur du Québec
- 2011-2012 : nommé dans l'équipe d'étoiles des recrues de la LHJMQ
- 2013-2014 : nommé dans la première équipe d'étoiles de la LHJMQ

### Ligue nationale de hockey
- 2019-2020 : participe au 65e Match des étoiles de la LNH